# Браун, Лукас
Лукас Браун (англ. Lucas Browne; род. 14 апреля 1979, Оберон, Новый Южный Уэльс, Австралия) — австралийский боксёр-профессионал, выступающий в тяжёлой весовой категории. Среди профессионалов чемпион WBF Asia Pacific (2011), Чемпион Австралии (2012) в тяжелом весе, бывший чемпион WBF (2013), чемпион Британского Содружества (2014—2015), бывший чемпион WBA Inter-Continental (2014—2016), бывший регулярный чемпион мира по версии WBA (2016) и серебряный чемпион Азии по версии WBC Asian Boxing Council Silver (2018—2019), действующий чемпион Австралазии по версии IBF Australasian (2022—2024)

## Карьера в смешанных единоборствах
С февраля 2009 по ноябрь 2010 года выступал в смешанных единоборствах. Провёл 8 поединков, шесть из которых выиграл, при том все нокаутом. Два поединка проиграл, так же нокаутом. Первое поражение получил от будущего чемпиона UFC, Даниэля Кормье.

## Профессиональная боксёрская карьера
Профессиональную боксёрскую карьеру Лукас начал 20 марта 2009 года победив австралийского боксёра Джейсона Кира.

### Бой с Джеймсом Тони
28 апреля 2013 года Браун решением судей победил американского боксёра Джеймса Тони в бою за титул чемпиона WBF.

### Бой с Андреем Руденко
1 августа 2014 года Лукас Браун завоевал вакантный титул чемпиона по версии WBA Inter-Continental победив единогласным решением судей (117:112, 116:112 и 115:113) небитого ранее украинского боксёра Андрея Руденко (24-0, 16 КО).

### Чемпионский бой с Русланом Чагаевым
5 марта 2016 года Лукас Браун завоевал титул чемпиона мира по версии WBA, победив техническим нокаутом Руслана Чагаева. Чагаев доминировал весь бой, в 6-м раунде он отправил Брауна в нокдаун, но Лукас сумел восстановиться. Возможно, по ошибке секундометриста, 6-й раунд, в котором Чагаев отправил Брауна в нокдаун, продолжался на 16 секунд дольше положенного времени, а 7-й раунд, в котором преимущество было у Брауна, наоборот закончился на 43 секунды раньше. В 10-м раунде Браун поймал Чагаева встречным правым в челюсть и отправил его в нокдаун. Потрясенный Чагаев поднялся и Браун кинулся добивать его, после чего рефери остановил бой. На момент остановки боя Чагаев вел на картах 3 судей (88-81 и 88-82 дважды). Позже у Брауна в крови был обнаружен допинг и лишили титула, но результат боя не изменили.

### Допинговый скандал
12 мая 2016 года WBA объявила о том что Браун лишён титула чемпиона мира и дисквалифицирован на 6 месяцев за использование запрещённого препарата — кленбутерола. При этом Браун уверяет, что он не принимал кленбутерол, и не знает каким образом этот препарат попал к нему в организм. Известно, что в Южной Америке кленбутерол широко используется при выращивании крупного рогатого скота. И если в анализах боксёра находят минимальное содержание кленбутерола, то он может потребовать протестировать мясо животных с фермы, на которой оно заказывается. Если в мясе действительно обнаруживаются следы этого вещества, то боксёр может быть реабилитирован. В июле 2016 года стало известно, что Лукас Браун присоединился к программе расширенного допинг-тестирования, которую WBC проводит совместно с VADA (Ассоциация по добровольному тестированию на допинг).

### Бой с Файгой Опелу
4 декабря 2021 года в Брисбене (Австралия) в главном событии вечера одержал непростую досрочную победу над молодым соотечественником - джорнимэном самоанцем Файгой Опелу (14-3-1, 10 КО). Начало боя было полностью за более молодым самоанцем: он был быстрее и активней, имел отличные эпизоды в бою и вел на картах судей. Однако возрастной и опытный Браун успел распределил силы так, что смог дождаться замедление Джуниора и сыграл на усталости. В 7-м раунде после пропущенного бокового и апперкота Опелу упал и параллельно из его угла вылетело полотенце сигнализирующее о сдаче.

### Бой с Джуниором Фа
5 июня 2022 года в Мельбурне (Австралия) досрочно техническим нокаутом в 1-м раунде победил опытного новозеландца Джуниора Фа (19-1), и завоевал вакантный титул чемпиона Австралазии по версии IBF Australasian и защитил титул чемпиона Океании по версии WBA Oceania (1-я защита Брауна) в тяжёлом весе. Бой носил скоротечный характер. Уже в середине первого раунда ветеран наносит плотный правый после которого Фа был очень потрясен, но рефери разрешил продолжить. После нескольких попыток Фа отбегаться и заклинчевать Лукас нанес еще один короткий мощный правый в голову - Фа упал и рефери закончил бой. ТКО1.

### Бой с Джарреллом Миллером
18 марта в Дубае (ОАЭ) встретился с Джарреллом Миллером (25-0-1) у которого перед этим отменилось несколько поединков подряд в разных точках планеты. Взвешивание: Миллер -151.1 кг. Браун - 125.6 кг.
Первый раунд - разведка. Миллер действовал достаточно пассивно, выбрасывая только джебы. Во второй трехминутке Браун донес несколько апперкотов. В ответ Миллер активизировался в концовке. С третьего раунда боксеры забыли о стратегии и начали рубиться. В концовке четвертого раунда Миллер потряс Брауна и бросился добивать оппонента, но ему не хватило времени. В пятом раунде Браун вернулся в бой и продолжил смело размениваться ударами с Миллером. Тем не менее в концовке шестого отрезка американец все же уронил своего соперника - нокдаун. Браун смог подняться, но после очередной атаки Миллера рефери остановил бой.

### Бой с Марком Петровским
9 декабря 2023 года в рамках ежегодного конгресса Международной боксерской ассоциации (IBA) в Дубае прошел очередной турнир «Ночь чемпионов IBA», где встретился с непобежденным россиянином Марком Петровским (6-0, 4 КО). Поединок завершился досрочно, в четвертом раунде. В первых двух раундах более легкий (разница в весе 24 кг), быстрый и жесткий Петровский дважды отправил Лукаса в нокдаун, а в четвертом после того, как Браун в очередной раз оказался на настиле, судья остановил бой.

### Последний бой с Хэми Ахио
12 мая 2024 года в австралийском городе Перт в рамах вечера Василий Ломаченко - Джордж Камбосос был нокаутирован в стартовом раунде 33-летним новозеландским проспектом Хэми Охио (21-1). После боя объявил о уходе из бокса.

## Статистика профессиональных боёв
В таблице перечислены результаты всех поединков боксёров.
В каждой строке указан результат поединка. Дополнительно номер поединка обозначен цветом, который обозначает итог поединка. Расшифровка обозначений и цветов представлена в нижеследующей таблице.
| Пример | Расшифровка                     |
| ------ | ------------------------------- |
|        | Победа                          |
|        | Ничья                           |
|        | Поражение                       |
|        | Планируемый поединок            |
|        | Поединок признан несостоявшимся |
| КО     | Нокаут                          |
| ТКО    | Технический нокаут              |
| PTS    | Решение судей (по очкам)        |
| UD     | Единогласное решение судей      |
| MD     | Решение большинства судей       |
| SD     | Раздельное решение судей        |
| RTD    | Отказ от продолжения боя        |
| DQ     | Дисквалификация                 |
| NC     | Поединок признан несостоявшимся |

| 37 поединков, 31 победа (27 нокаутом), 6 поражения. | 37 поединков, 31 победа (27 нокаутом), 6 поражения. | 37 поединков, 31 победа (27 нокаутом), 6 поражения. | 37 поединков, 31 победа (27 нокаутом), 6 поражения. | 37 поединков, 31 победа (27 нокаутом), 6 поражения.                 | 37 поединков, 31 победа (27 нокаутом), 6 поражения. | 37 поединков, 31 победа (27 нокаутом), 6 поражения. |
| Бой                                                 | Рекорд                                              | Дата боя                                            | Соперник                                            | Место проведения боя                                                | Результат                                           | Дополнительно |
| --------------------------------------------------- | --------------------------------------------------- | --------------------------------------------------- | --------------------------------------------------- | ------------------------------------------------------------------- | --------------------------------------------------- | --- |
| 35                                                  | 31-4                                                | 18 марта 2023                                       | Джаррелл Миллер (25-0-1)                            | Agenda Arena, Дубай, ОАЭ                                            | TKO 6 (10), 2:33                                    | Браун в нокдауне в 6-м раунде. |
| 34                                                  | 31-3                                                | 5 июня 2022                                         | Джуниор Фа (19-1)                                   | Стадион Marvel, Мельбурн, Виктория, Австралия                       | TKO 1 (10), 1:58                                    | Завоевал вакантный титул чемпиона Австралазии по версии IBF Australasian и защитил титул чемпиона Океании по версии WBA Oceania (1-я защита Брауна) в тяжёлом весе.        |
| 33                                                  | 30-3                                                | 4 декабря 2021                                      | Файга Опелу (14-2-1)                                | Fortitude Music Hall, Фортитуд Вэлли, Брисбен, Квинсленд, Австралия | KO 7 (10), 2:59                                     | Завоевал вакантный титул чемпиона Океании по версии WBA Oceania в тяжёлом весе.                                                                                            |
| 32                                                  | 29-3                                                | 21 апреля 2021                                      | Пол Галлен (10-0-1)                                 | WIN Entertainment Center, Вуллонгонг, Новый Южный Уэльс, Австралия  | TKO 1 (6), 1:55                                     | |
| 31                                                  | 29-2                                                | 9 ноября 2019                                       | Джон Гопоат (12-6)                                  | Сент-Мэрис, Новый Южный Уэльс, Австралия                            | TKO 2 (6), 2:55                                     | |
| 30                                                  | 28-2                                                | 20 апреля 2019                                      | Дэвид Аллен (16-4-2)                                | O2 Арена, Лондон, Великобритания                                    | KO 3 (12), 0:58                                     | |
| 29                                                  | 28-1                                                | 2 марта 2019                                        | Камиль Соколовский (6-14-2)                         | Тернберри, Саут-Эршир, Шотландия, Великобритания                    | PTS 6 (6)                                           | Браун в нокдауне во втором раунде. Счёт: 57-56. |
| 28                                                  | 27-1                                                | 24 ноября 2018                                      | Джуниор Пати (12-22-1)                              | Сент-Джонс, Новая Зеландия                                          | KO 5 (8), 2:35                                      | Завоевал вакантный титул серебряного чемпиона Азии по версии WBC Asian Boxing Council Silver в тяжёлом весе.                                                               |
| 27                                                  | 26-1                                                | 28 сентября 2018                                    | Джулиус Лонг (18-20)                                | Голд-Кост, Квинсленд, Австралия                                     | KO 3 (8), 1:04                                      | |
| 26                                                  | 25-1                                                | 24 марта 2018                                       | Диллиан Уайт (22-1)                                 | O2 Арена, Лондон, Великобритания                                    | KO 6 (12), 0:37                                     | Бой за титул чемпиона по версии WBC Silver в тяжёлом весе. |
| 25                                                  | 25-0                                                | 2 июня 2017                                         | Мэтью Грир (16-20)                                  | Сидней, Новый Южный Уэльс, Австралия                                | TKO 2 (6), 1:14                                     | Счёт: 10-9, 10-8 (дважды). |
| 24                                                  | 24-0                                                | 5 марта 2016                                        | Руслан Чагаев (34-2-1)                              | Спорт-холл «Колизей», Грозный, Чечня, Россия                        | TKO 10 (12), 2:02                                   | Завоевал титул чемпиона мира по версии WBA в тяжёлом весе (2-я защита Чагаева). Браун в нокдауне в 6-м раунде. Чагаев в нокдауне в 10-м раунде.                            |
| 23                                                  | 23-0                                                | 14 августа 2015                                     | Джулиус Лонг (16-18)                                | Мельбурн, Виктория, Австралия                                       | KO 9 (10), 2:59                                     | |
| 22                                                  | 22-0                                                | 12 ноября 2014                                      | Чонси Уэлливер (55-8-5)                             | Мельбурн, Виктория, Австралия                                       | RTD 5 (12), 3:00                                    | Защитил титулы чемпиона по версиям WBC Eurasia Pacific и WBA Inter-Continental в тяжёлом весе.                                                                             |
| 21                                                  | 21-0                                                | 1 августа 2014                                      | Андрей Руденко (24-0)                               | Вулвергемптон, Уэст-Мидлендс, Великобритания                        | UD 12 (12)                                          | Завоевал вакантный титул чемпиона по версии WBA Inter-Continental и защитил титул чемпиона по версии WBC Eurasia Pacific в тяжёлом весе. Счёт: 115-113, 116-112 и 117-112. |
| 20                                                  | 20-0                                                | 26 апреля 2014                                      | Эрик Мартель Баоэли (10-3)                          | Шеффилд, Йоркшир, Великобритания                                    | KO 5 (12), 1:26                                     | Завоевал вакантные титулы чемпиона Британского Содружества (Commonwealth) и чемпиона по версии WBC Eurasia Pacific в тяжёлом весе.                                         |
| 19                                                  | 19-0                                                | 13 декабря 2013                                     | Кларенс Тиллман (11-14-2)                           | Мельбурн, Виктория, Австралия                                       | KO 2 (6), 2:23                                      | |
| 18                                                  | 18-0                                                | 2 ноября 2013                                       | Ричард Тауэрс (14-0)                                | Халл, Йоркшир, Великобритания                                       | TKO 5 (12), 0:51                                    | Завоевал статус претендента на титул чемпиона Британского содружества (Commonwealth) в тяжёлом весе.                                                                       |
| 17                                                  | 17-0                                                | 25 июля 2013                                        | Трэвис Уокер (39-10-1)                              | Мельбурн, Виктория, Австралия                                       | RTD 7 (10), 3:00                                    | |
| 16                                                  | 16-0                                                | 28 апреля 2013                                      | Джеймс Тони (74-7-3)                                | Мельбурн, Виктория, Австралия                                       | UD 12 (12)                                          | Счёт: 120-108, 119-109, 117-111. Завоевал вакантный титул чемпиона мира по версии WBF в тяжёлом весе.                                                                      |
| 15                                                  | 15-0                                                | 1 марта 2013                                        | Котацу Такехара (7-7-3)                             | Ричлэндс, Брисбен, Квинсленд, Австралия                             | KO 1 (8), 1:08                                      | |
| 14                                                  | 14-0                                                | 11 декабря 2012                                     | Джейсон Гаверн (21-12-4)                            | Гонконг, САР КНР                                                    | TKO 3 (10), 2:23                                    | |
| 13                                                  | 13-0                                                | 16 июня 2012                                        | Гастингс Расани (22-67-5)                           | Манчестер, Большой Манчестер, Великобритания                        | TKO 1 (6), 0:44                                     | |
| 12                                                  | 12-0                                                | 21 апреля 2012                                      | Пол Батлин (12-16)                                  | Олдем, Большой Манчестер, Великобритания                            | TKO 4 (6), 1:15                                     | |
| 11                                                  | 11-0                                                | 17 февраля 2012                                     | Колин Уилсон (35-28-1)                              | Саутпорт, Голд-Кост, Квинсленд, Австралия                           | KO 3 (10), 2:56                                     | Завоевал вакантный титул чемпиона Австралии в тяжёлом весе. |
| 10                                                  | 10-0                                                | 9 декабря 2011                                      | Алипате Лиаваʻа (4-9)                               | Перт, Западная Австралия, Австралия                                 | TKO 1 (4)                                           | |
| 9                                                   | 9-0                                                 | 5 ноября 2011                                       | Паула Лакаи (4-1)                                   | Перт, Западная Австралия, Австралия                                 | KO 4 (4)                                            | |
| 8                                                   | 8-0                                                 | 30 сентября 2011                                    | Фаи Фаламоэ (8-3-1)                                 | Минто, Новый Южный Уэльс, Австралия                                 | TKO 5 (10)                                          | Завоевал вакантный титул чемпиона по версии WBF Asia Pasific в тяжёлом весе.                                                                                               |
| 7                                                   | 7-0                                                 | 5 августа 2011                                      | Кларенс Тиллман (9-7-1)                             | Калгурли, Западная Австралия, Австралия                             | UD 12 (12)                                          | Счёт: 120-108 (трижды). |
| 6                                                   | 6-0                                                 | 13 мая 2011                                         | Скотт Белшоу (10-4)                                 | Флемингтон, Виктория, Австралия                                     | KO 2 (4)                                            | |
| 5                                                   | 5-0                                                 | 15 апреля 2011                                      | Генри Таани (дебют)                                 | Маунт Клэрмонт, Западная Австралия, Австралия                       | KO 1 (6)                                            | |
| 4                                                   | 4-0                                                 | 2 апреля 2011                                       | Алипате Лиаваʻа (4-6)                               | Калгурли, Западная Австралия, Австралия                             | KO 3 (6)                                            | |
| 3                                                   | 3-0                                                 | 4 февраля 2011                                      | Джон Сигети (8-1)                                   | Саутпорт, Голд-Кост, Квинсленд, Австралия                           | KO 3 (6)                                            | |
| 2                                                   | 2-0                                                 | 1 июля 2010                                         | Сэм Леуйи (13-24-1)                                 | Пенрит, Новый Южный Уэльс, Австралия                                | TKO 1 (4)                                           | |
| 1                                                   | 1-0                                                 | 20 марта 2009                                       | Джейсон Кир (дебют)                                 | Бруквэйл, Новый Южный Уэльс, Австралия                              | KO 4 (4)                                            | |
| Бой                                                 | Рекорд                                              | Дата боя                                            | Соперник                                            | Место проведения боя                                                | Раундов, время                                      | Дополнительно |